# Ikuei Yamamoto
Ikuei Yamamoto (jap. 山本郁栄 Yamamoto Ikuei; ur. 17 lutego 1945 w prefekturze Aichi) – japoński zapaśnik w stylu klasycznym. Olimpijczyk z Monachium 1972. Siódmy w kategorii 57 kg.
Jego córki Seiko Yamamoto i Miyū Yamamoto, były zapaśniczymi mistrzyniami świata, a wnuk Asen Sasaki został zapaśniczym mistrzem świata kadetów w 2013 roku.